# Thibaud de Malestroit
Thibaud de Malestroit, (mort le 2 mai 1408, est un prélat breton du XIVe siècle et du début du XVe siècle. Il est un demi-frère du cardinal  Jean de Malestroit.

## Biographie
Thibaud de Malestroit est le fils de Jean de Châteaugiron († 1374), seigneur d'Oudon en 1371 et seigneur de Malestroit et de Largoët en 1347 et de sa première épouse anonyme. Identifiée selon une hypothèse récente par  Frédéric Morvan avec une certaine Jeanne de Rieux .
Il est nommé évêque de Tréguier le 28 janvier 1378 par le pape Grégoire XI par complaisance pour son frère le sire Jean de Malestroit  († 1382), capitaine-général des gens d'armes bretons à son service. Il  est recommandé au duc pour l'évêché de Quimper le 3 décembre 1383 par Clément VII et prête serment le 5 mars 1384 . « Zélé pour les droits de son église » , il défend âprement ses privilèges fiscaux et publie en 1399, une sentence d'excommunication contre les officiers du duc qui lèvent des droits sur les marchandises de son diocèse, et il enjoint à tous les curés de publier cette sentence . Il meurt le 2 mai 1408.